# Оффа

Розташування міста Оффа

08°08′49″ пн. ш. 04°43′12″ сх. д. / 8.14694° пн. ш. 4.72000° сх. д.
О́ффа (англ. Offa) — місто на заході Нігерії, в штаті Квара.
Населення міста становить 113 841 осіб (2005; 86 тис. в 1963).
Місто розташоване на Західній залізничній магістралі Лагос-Кано.
Оффа є торговим центром сільськогосподарського району (ямс, маніок, цитрусові).
В місті знаходяться Федеральний політехнічний інститут Оффа, Медичний коледж штату Квара, Нігерійська військова школа польової медицини та 2 приватних університети.
На території міста в давнину існувало поселення народу йоруба.
| Нігерія | Це незавершена стаття з географії Нігерії. Ви можете допомогти проєкту, виправивши або дописавши її. |